# Кишмиш белый
Кишмиш белый овальный — десертный сорт винограда с очень мелкими, почти незаметными семенами.
Родиной считаются страны Средней Азии и Ближнего Востока. Известен с древности. Распространён в странах Средней Азии, особенно в Самаркандской области Узбекистана. Культивируется в Кыргызстане, Таджикистане, Казахстане, Иране, Ираке, Афганистане, Израиле, Сирии, Армении, Азербайджане, Турции, Греции, Болгарии, США (Калифорнии), Австралии, ЮАР, Чили, Китае и других странах.

## Основные характеристики
Сила роста лозы высокая. Листья средние, по форме трёх и пятилопастный, не опушенные. Цветок обоеполый. Урожайность этого сорта винограда (100—150 ц/га). Сорт винограда среднего периода созревания. Период от начала распускания почек до полного созревания ягод 160—170 дней при сумме активных температур 3200 °С. Ягоды желтовато-зелёные или янтарно-жёлтые, мелкие, овальной формы, потребляются свежими; используются для изюма, реже в виноделии. Вкус гармоничный. Сахаристость 22—30 %, кислотность 6 г/л. Семян в ягоде нет или они недоразвиты. Масса средней грозди около 200 г.
Морозоустойчивость: −19…−21 °С. К грибным болезням и вредителям малоустойчив.

## Синонимы
Носит также следующие названия: Ак кишмиш, Аг кишмиш, Кишмиш жёлтый, Кишмиш индийский, Кишмиш овальный, Сары кишмиш, Кишмиш сафет, Томпсон сидлис (США), Султанина, Султание, Автоби, Маизи, Бедона.

## Использование
Из белого кишмиша производят изюм золотистого цвета с тонким вкусом, который используется в кулинарии. Этот сорт винограда употребляется и в свежем виде.

## Кишмиш в исторических источниках
Упоминание о кишмише сохранилось в узбекских сказках и датируется 1212 годом. Главный герой узбекской сказки «Клич-Батыр» (Архивная копия от 1 декабря 2017 на Wayback Machine) подсыпал виноград кишмиш коню, чтобы успокоить его.